# Милован Спасић
Милован Спасић (Рековац, 24. фебруар/8. март 1818 — Београд, 11/24. јун 1908) био је српски државни службеник, интелектуалац, уредник и управник институција културе. Спасић је био начелник у Попечитељству просвете, управник Управе фондова и члан Државног савета. Сматра се првим библиотекаром` Народне библиотеке Србије. По образовању је био доктор филозофије.

## Биографија
Основну школу је похађао у родном Рековцу. Његов отац Иван Спасић био је сеоски кнез и он му је обезбедио приватног учитеља, код кога је завршио основну школу. Након очеве смрти сам је отишао у Сремске Карловце, где је похађао гимназију од 1836. до 1839. године и у Пожуну (Братислави) од 1839. до 1840. године. Од 1839. године био је, са прекидом, стипендиста Кнежевине Србије у време намесништва. Студирао је од 1841. године у Халеу, одакле је прешао у Јену и на крају у Берлину.
Спасић је докторирао на Филозофском факултету у Берлину 1843. године. У Србију се вратио 1844. године, где је постављен за столоначелника у министарству просвете и започео да уређује Народну библиотеку. Одмах је "довео у поредак" библиотеку "Попечитељства" (министарства) просвете. Израдио је децембра 1845. Статут читалишта београдског, које је почело са радом 1846. године.
Године 1845, библиотека је имала 1421 наслов у 2283 свеске и ауторски каталог, који је израдио др Милован Спасић. Кнежевим указом из 1853. године, уведено је звање државног библиотекара у рангу професора Велике школе. Постављен је 1845. године и за члана Просветног одбора, а након његовога укидања постао је 1849. године члан Школске комисије.
Од 1857. године обављао је низ функција у државним министарствима, а између 1878. до 1888. године био је члан Државнога савета. Основао је "Друштво за пољску привреду", а онда је шест година као председник друштвени уређивао Тежак, часопис тог друштва.
Преминуо је у Београду 11. јуна 1908. године. Народна библиотека у Рековцу носи његово име.
Током живота је написао и своју аутобиографију, међутим списи су годинама били изгубљени, све док нису октривени 1962. када су и предати Историјском архиву НР Србије. Рукописи су објављени тек 2018. године, 117 година након настанка.

## Чланство
Био је редовни је члан Друштва српске словесности од фебруара 1845. године, редовни члан Српског ученог друштва (Одсека за науке историјске и државне) од 1864. године и Одбора за ширење наука и књижевности у народу од 1883. године. Секретар је Одсека за науке историјске и државне СУД 1868/1869. године. Био је почасни је члан Српске краљевске академије од новембра 1892. године.